# ريكس أبلغيت
ريكس أبلغيت (بالإنجليزية: Rex Applegate)‏ هو فنان قتالي أمريكي، ولد في 21 يونيو 1914 في يونكالا في الولايات المتحدة، وتوفي في 14 يوليو 1998 في سان دييغو في الولايات المتحدة.